# 건기

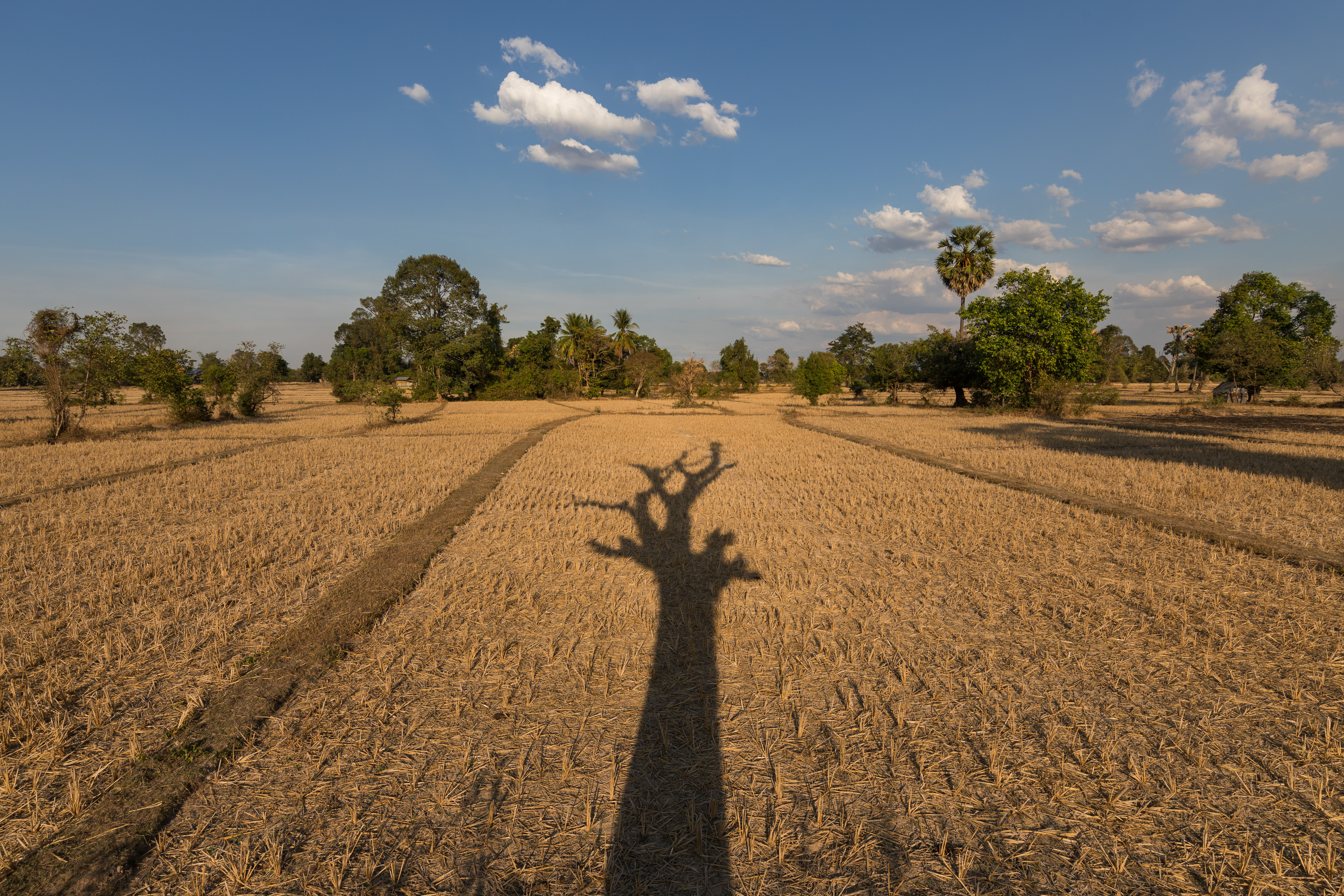
라오스의 건기. 돈데트의 메마른 들판 위로 죽은 나무와 그 가지들의 긴 그림자가 드리워져 있다. 맑은 날의 오후 늦은 시간으로, 하늘은 푸르고 흰 구름이 떠 있다.

건기(乾期)는 특히 열대 지역에서 매년 주기적으로 나타나는 강우량이 적은 기간을 일컫는다. 열대 지역의 기후는 열대 강우대에 의해 주로 결정되는데, 이 강우대는 1년 주기로 북부 열대 지역에서 남부 열대 지역으로 이동하고 다시 돌아온다. 온대 지역에서 열대의 건기에 해당하는 계절은 여름 또는 겨울이다.

## 강우대
열대 강우대는 대체로 11월부터 3월까지 남반구에 위치한다. 이 기간 동안 북부 열대 지역은 강수량이 적은 건기를 겪으며, 대개 맑은 날씨가 지속된다. 5월부터 9월까지는 강우대가 북반구에 자리하고, 남부 열대 지역이 건기를 맞는다. 쾨펜의 기후 구분에 따르면, 열대 기후에서 건기의 달은 월평균 강수량이 60밀리미터 미만인 달로 정의된다.
강우대는 북쪽으로는 대략 북회귀선까지, 남쪽으로는 남회귀선까지 도달한다. 이 위도 부근에서는 연간 우기와 건기가 각각 한 번씩 나타난다. 적도에서는 강우대가 북상과 남하를 하며 연 2회 통과하므로, 우기와 건기가 각각 두 번씩 발생한다. 열대와 적도 사이 지역에서는 짧은 우기 또는 긴 우기, 그리고 짧은 건기 또는 긴 건기를 경험할 수 있다. 그러나 이러한 기후 패턴은 지역의 지리적 특성에 따라 상당한 변화를 보일 수 있다.

## 가뭄
건기 동안에는 습도가 매우 낮아 일부 물웅덩이와 강들이 말라버리기도 한다. 이러한 물 부족(그리고 이에 따른 먹이 부족)으로 인해 많은 초식 동물들은 더 비옥한 지역으로 이주해야 할 수 있다. 이러한 동물들의 예로는 얼룩말, 코끼리, 기린, 하마, 코뿔소, 영양, 누, 야생 물소, 아프리카 물소, 가우르, 테이퍼, 에뮤, 타조, 레아, 캥거루 등이 있다. 식물 내 수분 부족으로 인해 관목 화재(산불)가 흔히 발생한다.

## 질병
아프리카에서 건기의 시작과 함께 홍역 사례가 증가한다는 데이터가 있다. 연구자들은 이러한 현상이 건기 동안 인구 밀집도가 높아지는 것과 관련이 있을 것으로 추측한다. 관개 시설이 없으면 농업 활동이 거의 불가능하기 때문에, 이 시기에 일부 농부들이 도시로 이주하여 인구 밀도가 높은 중심지를 형성하고, 이로 인해 질병이 더 쉽게 퍼질 수 있기 때문이다.

## 연구
새로운 데이터에 따르면, 남아메리카 아마존 우림의 계절적 변화가 있는 지역에서는 건기와 우기 사이에 잎의 성장과 피복도가 변화한다. 건기에는 약 25% 더 많은 잎이 자라고 성장 속도도 더 빠르다. 연구자들은 아마존 자체가 우기의 시작에 영향을 미친다고 믿는다: 더 많은 잎을 자라게 함으로써 더 많은 물을 증발시키는 것이다. 그러나 이러한 성장은 아마존 분지의 훼손되지 않은 지역에서만 나타나는데, 연구자들은 이 지역에서 뿌리가 더 깊이 내려가 더 많은 빗물을 모을 수 있기 때문이라고 추측한다. 또한 아마존 분지에서는 건기의 오존 수준이 우기보다 훨씬 높다는 것이 밝혀졌다.